# (166) Родопа
(166) Родопа (др.-греч. Rhodope) — тёмный астероид главного пояса, который входит в состав семейства Адеоны. Он был открыт 15 августа 1876 года германо-американским астрономом К. Г. Ф. Петерсом в Клинтоне, США и назван в честь Родопы, которая, согласно древнегреческой мифологии, вместе со своим братом, была превращена в горные хребты во Фракии.

Орбита астероида Родопа и его положение в Солнечной системе
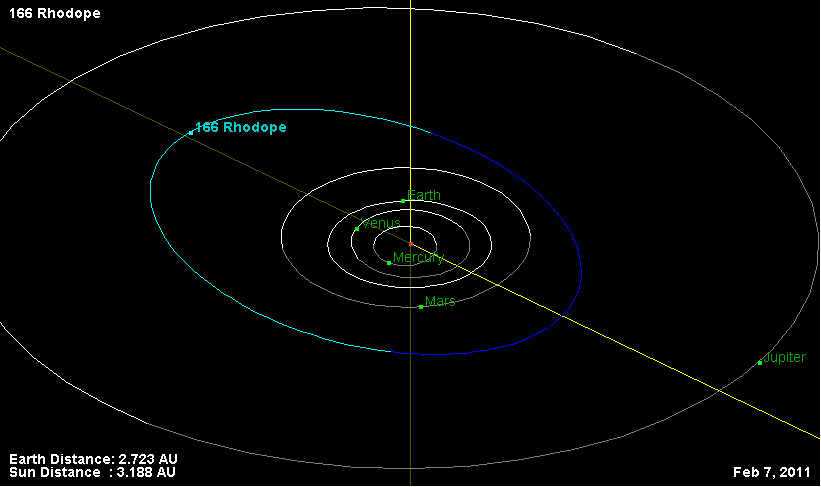
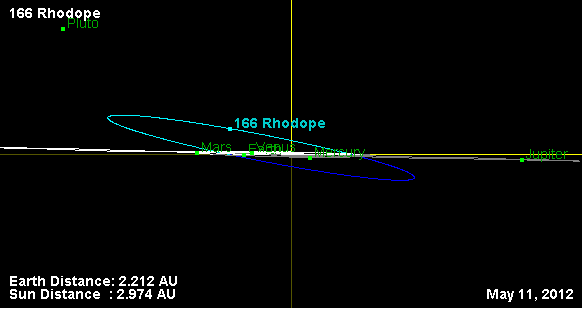